# シュテッカルフィッシュ

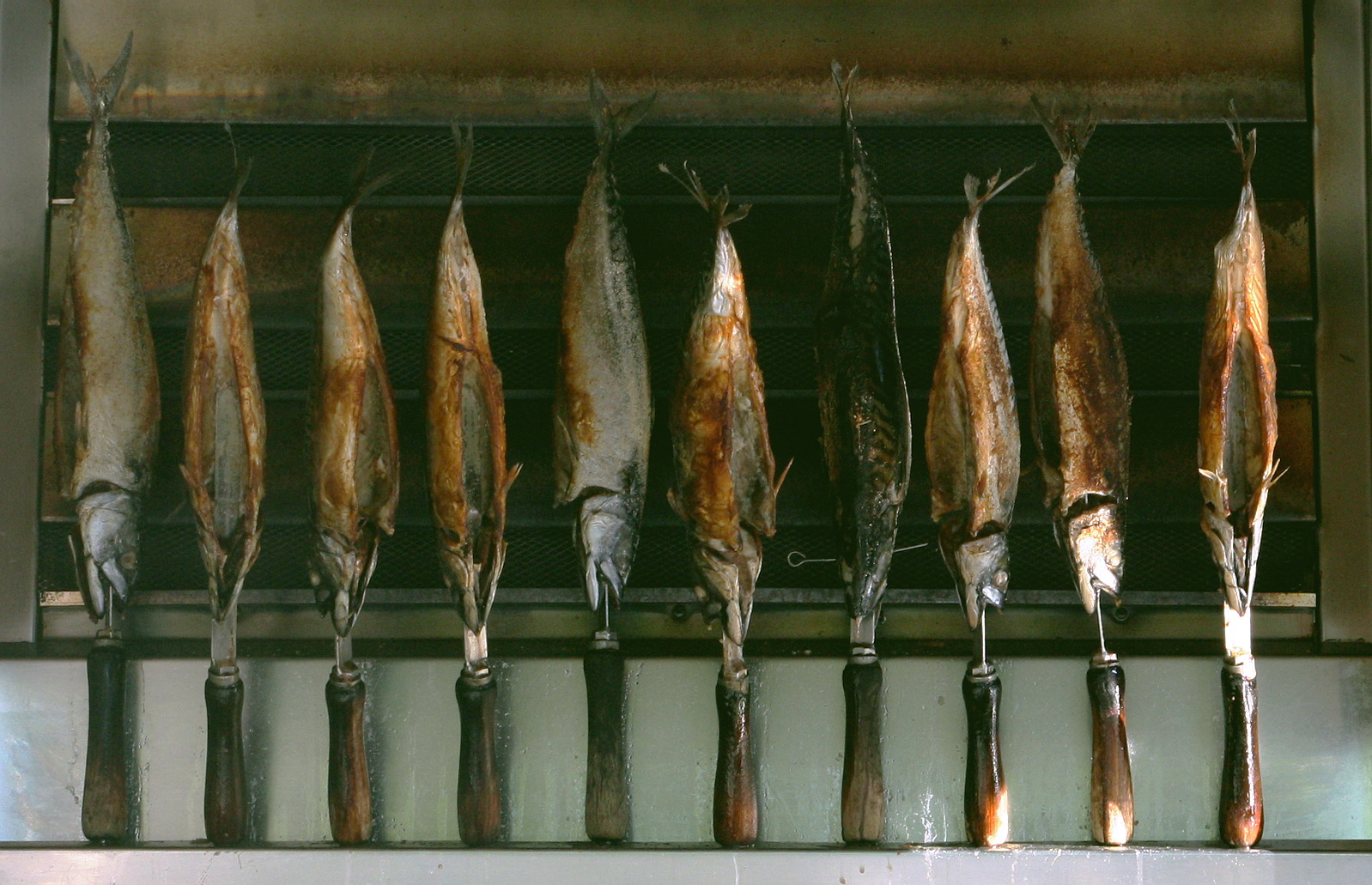
サバのシュテッカルフィッシュ

シュテッカルフィッシュ（ドイツ語: Steckerlfisch）は魚の串焼き。ドイツのビアガーデンやオクトーバーフェストでは定番の魚料理である。
魚の内臓を取って串に刺し、皮目に切り込みを入れたあと全体にオイルを塗り、炭火で焼いた料理である。味付けは塩、香辛料、ハーブ、レモン汁など。焼く前に漬け込みを行うといったこだわりの調理法もある。
ミュンヘンなどではかつては淡水魚を用いることが多かったが、サバの使用が増えている。